# Карамфил
 Тази статия е за рода цветя.  За подправката вижте Карамфил (подправка).  За други значения вижте Карамфил (пояснение).
Карамфил (Dianthus) е род покритосеменни растения от семейство Карамфилови (Caryophyllaceae). Разпространени са главно в Европа и Азия, като няколко вида се срещат в Северна Африка, а един (Dianthus repens) – в субполярните части на Северна Америка. Видът градински карамфил (Dianthus caryophyllus) се отглежда често като декоративно цвете.

## Легенди
Съществуват много легенди за това растение. Според една от тях цветето поникнало на мястото, където паднала една от стрелите на нещастно влюбената богиня Артемида. Според друга карамфилът е в същите цветове, в които се обагря при изгрев и залез най-високият връх в планината Олимп в Гърция. Трета легенда разказва, че той е бил любимото цвете на древногръцките богове и оттам идва и името му (латинското наименование на карамфила е Dianthus, което означава цвете на боговете).

## Видове
Родът включва около 300 вида, част от които са:
- Dianthus alpinus
- Dianthus amurensis
- Dianthus anatolicus
- Dianthus arenarius
- Dianthus armeria
- Dianthus barbatus – Брадат карамфил
- Dianthus biflorus
- Dianthus brevicaulis
- Dianthus callizonus
- Dianthus campestris
- Dianthus capitatus
- Dianthus carthusianorum
- Dianthus caryophyllus – Градински карамфил
- Dianthus chinensis
- Dianthus cruentus
- Dianthus deltoides
- Dianthus erinaceus
- Dianthus freynii
- Dianthus fruticosus
- Dianthus furcatus
- Dianthus gallicus
- Dianthus giganteus
- Dianthus glacialis
- Dianthus gracilis
- Dianthus graniticus
- Dianthus gratianopolitanus
- Dianthus haematocalyx
- Dianthus knappii
- Dianthus lusitanus
- Dianthus microlepsis
- Dianthus monspessulanus
- Dianthus myrtinervius
- Dianthus nardiformis
- Dianthus nitidus
- Dianthus pavonius
- Dianthus petraeus
- Dianthus pinifolius
- Dianthus plumarius
- Dianthus pungens
- Dianthus repens
- Dianthus scardicus
- Dianthus seguieri
- Dianthus simulans
- Dianthus spiculifolius
- Dianthus squarrosus
- Dianthus subacaulis
- Dianthus superbus
- Dianthus sylvestris
- Dianthus zonatus

## Други
На карамфила е наречена улица в кварталите „Бояна“ и „Гърдова глава“ в София (Карта).